# Cyanomitra alinae
El suimanga cabeciazul (Cyanomitra alinae) es una especie de ave paseriforme de la familia Nectariniidae endémica del este de África central.

## Distribución
Se encuentra únicamente en las montañas del oeste de la región de los Grandes Lagos de África, distribuido por Burundi, República Democrática del Congo, Ruanda y Uganda.